# Фаст, Эрнст
Эрнст Фаст (швед. Ernst Fast; полное имя Эрнст Ро́берт Эфра́им Фаст (швед. Ernst Robert Efraim Fast); 21 января 1881, Стокгольм — 26 октября 1959, Хусбю-Эрлингхундра) — шведский легкоатлет, бронзовый призёр летних Олимпийских игр 1900.
На Играх Фаст участвовал только в марафонском забеге, который прошёл 19 июля. С результатом 3:37:14,0 он занял третье место, получив бронзовую медаль.